# Daniel Grao
Daniel Grao (Sabadell; 17 de febrero de 1976) es un actor español conocido por su participación en diversas ficciones televisivas españolas.

## Biografía
Grao nació en Sabadell (España) en 1976. A temprana edad, siendo adolescente, decidió dejar de lado los estudios para dar voz a los textos de Lorca sobre las tablas de un escenario. Más adelante, con 19 años, comenzó a tomar clases de interpretación. Aunque sus padres le ofrecieron ayuda económica, decidió ser autosuficiente y trabajó como gogó y estríper.
En noviembre de 2020, denunció y acusó a la cadena de televisión catalana TV3 de racismo durante sus inicios como actor, expresó que no le permitieron continuar en la cadena por no hablar con fluidez catalán.

## Carrera profesional
Daniel Grao comenzó su carrera en televisión en 2001, participando en la telenovela española, El cor de la ciutat, transmitida desde septiembre de 2000 hasta diciembre de 2009 por TV3. Después de debutar como actor, Grao ha alternado sus papeles en televisión, con papeles en el cine, participando en producciones como Fumata blanca, Jugar a matar, Di que sí, A ras de suelo o Juego.
En 2006, interpretó a David Altable en la serie de televisión Amistades peligrosas. Ese mismo año, Grao realizó una participación especial en tres episodios de Hospital Central, estuvo en la serie española El comisario e interpretó a Pedro Sango en la serie de televisión Quart. En 2007, se incorporó a la tercera temporada de la serie de televisión Amar en tiempos revueltos, interpretando a Silvestre Ribadesella. Un año después, interpretó a Carlos en la serie de televisión española Sin tetas no hay paraíso, basada en la serie colombiana del mismo nombre, escrita por el guionista colombiano Gustavo Bolívar.
En 2009, fue elegido para interpretar el personaje principal de Jorge Vega en la serie de televisión Acusados, producida por Ida y Vuelta, en coproducción con Telecinco. Después de finalizar con el rodaje de la segunda temporada de Acusados, Grao regresó al cine con Los ojos de Julia.
En 2011, estuvo en un episodio de la segunda temporada de Los misterios de Laura y en algunos episodios de la serie Ángel o demonio. Ese mismo año, interpretó a Mario Conde en la miniserie biográfica, Mario Conde: los días de gloria. En 2012, participó en el último episodio de la cuarta temporada de Águila Roja y fue elegido como protagonista de la serie de Antena 3, Luna, el misterio de Calenda. Ese mismo año, participó en la película Fin.
En 2013, participó en Hermanos y Prim, el asesinato de la calle del Turco, para Telecinco y TVE, respectivamente. Ese mismo año, participó en la película española La mula, dirigida por Michael Radford, realizó una participación en la obra de teatro Emilia y interpreta a Ignacio en la miniserie española Tormenta. En 2014, fue invitado por Antena 3 para interpretar a Juan Prados en la serie de televisión Sin identidad.
En 2016, actuó en España y Francia el papel de Rafael Rodríguez Rapún, el amante del poeta Federico García Lorca, en la obra de teatro La piedra oscura de Alberto Conejero.
En 2018 interpretó a Bernat Estanyol en la serie de Antena 3 y Netflix, La catedral del mar, basada en la novela homónima de Ildefonso Falcones. Ese mismo año, interpretó a Tomás Guerrero en la serie original de Movistar+, Gigantes.
Tras el final de la segunda temporada de Gigantes, se incorporó a la miniserie de TVE Promesas de arena como Andy y participó en la película El asesino de los caprichos, dirigida por Gerardo Herrero. En enero de 2020 protagonizó la serie de Antena 3, posteriormente emitida en Netflix, Perdida, con el personaje de Antonio Santos Camps. Ese mismo año, participó en la película El inconveniente, dirigida por Bernabé Rico, y comenzó a interpretar a Hugo Ibarra Toledo en la serie de Televisión Española HIT, la cual ha protagonizado durante dos temporadas como un pedagogo que resuelve problemas de adolescentes en institutos, y por la que fue nominado en los Premios Feroz.

## Vida personal
En lo personal, mantiene una relación desde más de 15 años con Florencia Fernández, madre de sus dos hijos, Mirko y Guido.

## Filmografía

### Cine
| Año  | Título                             | Personaje           | Director                   | Notas        |
| ---- | ---------------------------------- | ------------------- | -------------------------- | ------------ |
| 2002 | Una casa de locos                  | Estudiante          | Cédric Klapisch            |              |
| 2002 | Volverás                           | Andrés              | Antonio Chavarrías         |              |
| 2003 | La flaqueza del bolchevique        | Perico              | Manuel Martín Cuenca       |              |
| 2004 | Di que sí                          | Azafato             | Juan Calvo                 |              |
| 2004 | Reprimidos                         | Mario               | Ignacio Delgado            |              |
| 2005 | A ras de suelo                     | Marido de Valentina | Carlos Pastor              |              |
| 2008 | El amor se mueve                   | Francisco           | Mercedes Alfonso Padrón    |              |
| 2009 | After                              | Luis                | Alberto Rodríguez Librero  |              |
| 2010 | Los ojos de Julia                  | Doctor Román        | Guillem Morales            |              |
| 2011 | Amores ciegos                      | Fernando            | Marisé Samitier            | Cortometraje |
| 2012 | Fin                                | Félix               | Jorge Torregrossa          |              |
| 2012 | Cicatrices                         | Javier              | Miguel Aguirre             | Cortometraje |
| 2012 | Un reflejo de ti                   | He                  | Ramón Rodríguez            | Cortometraje |
| 2013 | La mula                            | Sargento Cosme      | Michael Radford            |              |
| 2013 | Tránsito                           | Pablo               | Macarena Astorga           | Cortometraje |
| 2014 | Café para llevar                   | Javi                | Patricia Font              | Cortometraje |
| 2015 | Mañana no es otro día              | Nacho               | David Martín de los Santos | Cortometraje |
| 2015 | Palmeras en la nieve               | Manuel              | Fernando González Molina   |              |
| 2016 | Julieta                            | Xoan                | Pedro Almodóvar            |              |
| 2016 | Acantilado                         | Gabriel             | Helena Taberna             |              |
| 2017 | Toc Toc                            | Paciente            | Vicente Villanueva         |              |
| 2017 | El alquiler                        | Borja               | Pablo Gómez-Castro         | Cortometraje |
| 2018 | Animales sin collar                | Abel                | Jota Linares               |              |
| 2018 | El árbol de la sangre              | Víctor              | Julio Medem                |              |
| 2019 | El destello                        | Cristian            | Xavier Miralles            | Cortometraje |
| 2019 | El asesino de los caprichos        | Adrián Iglesias     | Gerardo Herrero            |              |
| 2020 | El inconveniente                   | Daniel              | Bernabé Rico               |              |
| 2021 | El año de la furia                 | Rojas               | Rafa Russo                 |              |
| 2022 | El otro                            | Javier              | Marc G. Ros                | Cortometraje |
| 2022 | Mi vida al principio               | Rodolfo             | Ana Puentes                | Cortometraje |
| 2022 | La casa entre los cactus           | Emilio              | Carlota González-Adrio     |              |
| 2023 | El club de los lectores criminales | Luis Cruzado        | Carlos Alonso-Ojea         |              |

### Televisión
| Año               | Título                                   | Personaje             | Notas        |
| ----------------- | ---------------------------------------- | --------------------- | ------------ |
| 2001              | Temps de silenci                         | Feixista 2            | 1 episodio   |
| 2001              | El cor de la ciutat                      | Benny                 | 3 episodios  |
| 2002              | Plats bruts                              | Extra                 | 1 episodio   |
| 2002              | Hospital Central                         | Álvaro                | 1 episodio   |
| 2003              | Jugar a matar                            | Raúl                  | Telefilme    |
| 2003              | Majoria absoluta                         | Extra                 | 1 episodio   |
| 2006              | El asesino del parking                   | Raúl Sanchís          | Telefilme    |
| 2006              | Amistades peligrosas                     | David Altable         | 45 episodios |
| 2007              | Quart                                    | Pedro Sango           | 6 episodios  |
| 2007              | Gàbies d'or                              | Fran                  | Telefilme    |
| 2007              | Hospital Central                         | Perico                | 2 episodios  |
| 2007              | Amar en tiempos revueltos                | Silvestre Ribadesella | 11 episodios |
| 2007              | Positius                                 | Bailarín              | Telefilme    |
| 2008              | Sin tetas no hay paraíso                 | Carlos                | 9 episodios  |
| 2008              | Plan América                             | Antonio Roca          | 5 episodios  |
| 2009              | Hermanos y detectives                    | Extra                 | 1 episodio   |
| 2009 - 2010       | Acusados                                 | Jorge Vega            | 18 episodios |
| 2011              | Los misterios de Laura                   | Alfredo               | 1 episodio   |
| 2011              | Ángel o demonio                          | Valafar               | 6 episodios  |
| 2012              | Águila Roja                              | Fernando de Medina    | 1 episodio   |
| 2012 - 2013       | Luna, el misterio de Calenda             | Raúl Pando            | 20 episodios |
| 2013              | Tormenta                                 | Ignacio               | 2 episodios  |
| 2014              | Mario Conde: los días de gloria          | Mario Conde           | 2 episodios  |
| 2014              | Hermanos                                 | Víctor                | 2 episodios  |
| 2014              | Prim, el asesinato de la calle del Turco | José María Pastor     | Telefilme    |
| 2014 - 2015       | Sin identidad                            | Juan Prados           | 23 episodios |
| 2015              | Los nuestros                             | Comandante Torres     | 3 episodios  |
| 2016              | La sonata del silencio                   | Antonio               | 9 episodios  |
| 2018              | La catedral del mar                      | Bernat Estanyol       | 3 episodios  |
| 2018              | Asesinato en la universidad              | Alberto               | Telefilme    |
| 2018 - 2019       | Gigantes                                 | Tomás Guerrero        | 12 episodios |
| 2019              | Paquita Salas                            | Andy Ayuso            | 1 episodio   |
| 2019              | Promesas de arena                        | Andy                  | 6 episodios  |
| 2020              | Perdida                                  | Antonio Santos Camps  | 11 episodios |
| 2020 - 2021; 2024 | HIT                                      | Hugo Ibarra Toledo    | 28 episodios |
| 2023              | La chica invisible                       | Miguel Ángel          | 8 episodios  |
| 2023              | Sagrada Familia                          | Andrés                | 8 episodios  |
|                   |                                          |                       |              |

## Premios y nominaciones
| Premio                      | Año  | Categoría                             | Trabajo nominado | Resultado |
| --------------------------- | ---- | ------------------------------------- | ---------------- | --------- |
| Premios Feroz               | 2022 | Mejor actor protagonista de una serie | HIT              | Nominado  |
| Unión de Actores y Actrices | 2009 | Mejor actor revelación                | Acusados         | Nominado  |
| Unión de Actores y Actrices | 2011 | Mejor actor secundario de teatro      | La avería        | Ganador   |
| Unión de Actores y Actrices | 2015 | Mejor actor protagonista de teatro    | La piedra oscura | Nominado  |